# Modèle RST
Le modèle Russo–Susskind–Thorlacius, ou modèle RST, est une variante du modèle CGHS permettant de tenir compte des anomalies conformationnelles (en). Il est nommé d'après ses trois auteurs : Jorge Russo, Leonard Susskind et Lárus Thorlacius.

## Formalisme
Dans le modèle CGHS, l'inclusion de fantômes de Faddeev–Popov (en) permet d'ajuster les difféomorphismes de la conformal gauge (en) et mènent à une anomalie de -24. Chaque champ de matière contribue pour une anomalie de 1. Ainsi, à moins de supposer que N = 24, le modèle mène à des anomalies gravitationnelles.
La variante s'effectue sur l'action du modèle CGHS :
{\displaystyle S_{\text{CGHS}}={\frac {1}{2\pi }}\int d^{2}x\,{\sqrt {-g}}\left\{e^{-2\phi }\left[R+4\left(\nabla \phi \right)^{2}+4\lambda ^{2}\right]-\sum _{i=1}^{N}{\frac {1}{2}}\left(\nabla f_{i}\right)^{2}\right\}},
à laquelle est ajoutée la partie suivante :
{\displaystyle S_{\text{RST}}=-{\frac {\kappa }{8\pi }}\int d^{2}x\,{\sqrt {-g}}\left[R{\frac {1}{\nabla ^{2}}}R-2\phi R\right]}
où κ est soit {\displaystyle (N-24)/12} ou {\displaystyle N/12}, selon que l'on tient compte des fantômes ou non.
Le terme non-local mène à la non-localité.
Selon la conformal gauge,
{\displaystyle S_{\text{RST}}=-{\frac {\kappa }{\pi }}\int dx^{+}\,dx^{-}\left[\partial _{+}\rho \partial _{-}\rho +\phi \partial _{+}\partial _{-}\rho \right]}.